# Jøns Mathias Ljungberg
Jøns Mathias Ljungberg (1748-1812), Professor og Kollegiedeputeret, 
er født i Christiansstad, blev 15 Aar gammel Student 
ved Universitetet i Lund og drog snart efter til Gøttingen, hvor 
han i fattige Kaar studerede Mathematik og Astronomi under A. G. 
Kästner. Han observerede her Venus’ Gjennemgang 1769 paa en 
saa fortrinlig Maade, at han, der forud havde taget Magistergraden 
ved Gøttinger-Universitetet, blev udnævnt til Professor ved det. 
Aaret efter kaldedes han imidlertid til Kiel, og her virkede han 
som Professor i Mathematik og Filosofi fra 1770-80. De store 
Maskinopfindelser paa denne Tid i England vakte hans særlige 
Opmærksomhed, og for nærmere at studere dem rejste han 1777 
til England. Tilbagerejsen lagde han over sit Fødeland, men 
Sverige troede ikke at have Brug for hans Tegninger, bl.a. af de 
nyopfundne Spinde- og Kartemaskiner. Anderledes her i Danmark, 
hvor han, efter at være bleven sat i Stand til at gjøre en ny Rejse 
til England, strax fik Lejlighed til at bygge et Par Maskiner og 
1780 blev udnævnt til extraordinær Kommitteret i Kommercekollegiet 
med Justitsraads Titel. 1787 fik han fast Plads i Kollegiet 
som Kommitteret, ligesom han blev Medlem af den s. A. oprettede 
General-Fabrikdirektion, der dog kun virkede i kort Tid. S. A. 
foretog han en tredje Englandsrejse. 1792 fik han Sæde i den 
exekutive Fabrikdirektion, 1796 sendtes han paa ny til England, 
denne Gang for at studere det engelske Kanalvæsen, 1804 blev han 
Deputeret i Kommercekollegiet, 1805 udnævntes han til Etatsraad, 
og 17. Juni 1812 afgik han ved Døden. I sine sidste år syslede 
han med en Del mathematiske Afhandlinger, som dog aldrig bleve 
trykte; hans Iagttagelser af Mercurs Gjennemgang 1802 findes i 
Videnskabernes Selskabs Skrifter. 